# 阿萨迪电台
阿萨迪电台（普什圖語：‎，达里语：‎，“Azadi”意为“自由”），旧称“自由阿富汗电台”（英語：Radio Free Afghanistan），是一家接受美国官方资助、专门针对阿富汗广播的电台，为自由欧洲电台/自由电台（RFE/RL）的分台，总部位于捷克布拉格及阿富汗喀布尔。该台每天播出12小时，使用阿富汗的两种主要语言——普什图语和达里语广播。

## 概要
早在1985年，美国就开办了“自由阿富汗电台”，面向苏军占领的阿富汗播出。起初自由阿富汗电台只有每周一次的达里语广播，每次15分钟；之后扩充到每周五次、每次一小时，使用普什图语和达里语播出。当时自由阿富汗电台宣称，其目的是为“为苏联占领下的民众和抵抗力量提供客观的、未经审查的新闻资讯”，时任RFE/RL台长詹姆斯·L·巴克利（James L. Buckley）也称，自由阿富汗电台“用一种引人注目的方式加强了美国人民与反抗苏联暴政的阿富汗战士们的团结”。1993年，由于预算问题，自由阿富汗电台停播。
2002年，美军发动了阿富汗战争并推翻了塔利班政权之后，自由阿富汗电台重新开播，后改名为“阿萨迪电台”。目前阿萨迪电台每天使用普什图语和达里语播出12小时（喀布尔时间7:00-19:00），通过中波、短波、调频、卫星及互联网播出，与对阿富汗广播的美国之音（VOA）普什图语和达里语广播共用频率。节目内容涵盖新闻资讯、文化等方面，并开办了针对年轻人、妇女等特定人群的广播节目。其节目有60%在阿富汗当地制作，其余在捷克布拉格总部制作。根据美国广播理事会（BBG）在2010年的统计，每周有800万阿富汗人收听阿萨迪电台的节目，市场份额达45.3%，阿萨迪电台也成为阿富汗人信赖的媒体，也被认为是在阿富汗最受欢迎的媒体（虽然当地民众可能并不知道这是一家美国电台，阿萨迪电台在当地也从不提及其美国身份）。
另外，该台曾经在美国国会图书馆举办过一项名为“阿富汗的声音”（Voices from Afghanistan）的展览，展出了部分阿富汗听众的来信以及照片等，借以展示阿富汗民众在战乱中的生活。